# Andreas Kron
Andreas Lorentz Kron (Albertslund, 1 juni 1998) is een Deens wielrenner die anno 2025 rijdt voor Uno-X Mobility. Hij won de derde etappe van de Flèche du Sud.

## Overwinningen
2016
1e etappe GP Général Patton, junioren
Eindklassement GP Général Patton, junioren
Eindklassement Keizer der Juniores
2018
3e etappe Flèche du Sud
Jongerenklassement Flèche du Sud
2019
2e etappe Orlen Nations Grand Prix
2020
Jongerenklassement Ronde van Saoedi-Arabië
5e etappe Ronde van Luxemburg
2021
1e etappe Ronde van Catalonië
6e etappe Ronde van Zwitserland
2022
Jongerenklassement Ronde van de Alpes-Maritimes en de Var
2023
2e etappe Ronde van Spanje

## Resultaten in voornaamste wedstrijden
| Jaar | Ronde van Italië | Ronde van Frankrijk | Ronde van Spanje |
| ---- | ---------------- | ------------------- | ---------------- |
| 2021 |                  |                     | 68e              |
| 2022 |                  | 73e                 |                  |
| 2023 |                  |                     | 67e (1)          |
| 2024 |                  |                     | opgave           |

| Jaar | Amstel Gold Race | Luik-Bast.‑Luik | Ronde van Lombardije | Strade Bianche | Waalse Pijl |  | WK op de weg |
| ---- | ---------------- | --------------- | -------------------- | -------------- | ----------- |  | ------------ |
| 2021 |                  |                 | opgave               | 28e            |             |  | opgave       |
| 2022 | 79e              |                 | 41e                  | 24e            |             |  |              |
| 2023 | 4e               | opgave          | 10e                  | 10e            | 101e        |  |              |
| 2024 | 40e              | 37e             | opgave               |                | 41e         |  |              |

### Resultaten in kleinere rondes
| Jaar | Ronde van Catalonië | Ronde van Romandië | Ronde van Zwitserland | Ronde van Polen |
| ---- | ------------------- | ------------------ | --------------------- | --------------- |
| 2021 | opgave (1)          | 61e                | 20e (1)               |                 |
| 2022 |                     |                    | 16e                   |                 |
| 2023 | 71e                 |                    | 82e                   | 70e             |
| 2024 | 67e                 |                    |                       |                 |

(*) tussen haakjes aantal individuele etappeoverwinningen

## Ploegen
- 2017 –  Riwal Platform Cycling Team
- 2018 –  Riwal CeramicSpeed Cycling Team
- 2019 –  Riwal-Readynez Cycling Team
- 2020 –  Riwal Securitas Cycling Team
- 2021 –  Lotto Soudal
- 2022 −  Lotto Soudal
- 2023 −  Lotto-Dstny
- 2024 –  Lotto-Dstny
- 2025 –  Uno-X Mobility

Clausen · Djurhuus · Gregaard · Haslund · Jørgensen · Kron · Lander · Mørch · Mørkøv · Mortensen · Norsgaard · Siggaard · Sørensen · Stokbro · Vinther
Conca · Cras · De Buyst · De Gendt · Degenkolb · Ewan · Frison · Gilbert · Goossens · Grignard · Holmes · Kluge · Kron · Małecki · Marczyński · Moniquet · Oldani · Sweeny · Thijssen · Van der Sande · Van Gils · Van Moer · Vanhoucke · Vermeersch · Verschaeve · Vervloesem · Wellens
Barbero (vanaf 1/5) · Beullens · Campenaerts · Conca · Cras · De Buyst · De Gendt · De Lie · Drizners · Ewan · Frison · Gilbert · Grignard · Holmes · Janse van Rensburg (vanaf 1/5) · Kluge · Kron · Małecki · Moniquet · Schwarzmann · Selig · Sweeny · Van Gils · Van Moer · Vanhoucke · Vermeersch · Verschaeve · Vervloesem · Wellens
Adamietz · Beullens · Campenaerts · De Buyst · De Gendt · De Lie · Drizners · Eenkhoorn · Ewan · Frison · Grignard · Guarnieri · Kron · Livyns · Menten · Moniquet · Paasschens · Schwarzmann · Segaert (vanaf 24/2) · Selig · Sepúlveda · Slock · Sweeny · Van de Paar · Van Eetvelt · Van Gils · Van Moer · Vanhoucke (vanaf 15/8) · Vermeersch
Adamietz · Berckmoes · Beullens · Campenaerts · Currie · De Buyst · De Gendt · De Lie · Drizners · Eenkhoorn · Gregaard · Grignard · Guarnieri · Kron · Livyns · Menten · Moniquet · Paasschens · Segaert · Taminiaux · Sepúlveda · Slock · Vandenabeele · Van de Paar · Van Eetvelt · Van Gils · Van Moer · Vanhoucke · Vermeersch